# 정성호 (희극인)
정성호(1974년 4월 27일 ~ )는 대한민국의 희극 배우 겸 MC이다.

## 생애
1974년 4월 27일에 서울에서 태어났다. 1993년에 3인조 음악 그룹 이프(IF)의 멤버로 데뷔했으나 소속사 내부 문제로 7개월 만에 해체되면서 군 복무를 했다. 제대 이후 1998년 실시된 문화방송(MBC) 코미디언 공채 시험에 합격하면서 희극 배우로 전향했다.
수많은 출연을 했음에도 무명이었던 시절 끝에 2006년 12살 연하의 여제자와의 러브스토리를 그린 MBC 《개그야》의 '주연아' 코너로 그해 MBC 방송연예대상에서 최우수상을 수상한다. 그러나 이후 또다시 히트작이 없으면서 슬럼프에 빠져있다가 2011년 부터 사회 유력 인사를 패러디하며 인기를 끌었다.
후에 9살 연하의 경맑음을 만나 열애, 속도위반을 거쳐 결혼을 하는 경사까지 생긴다. 그들은 현재 아들 2명, 딸 2명의 자녀를 둔 상태다. 현재 그의 아내는 신촌에서 아이들을 교육하는 키즈카페를 운영 중이다. 그의 형은 메가스터디와 합격의 법학원에서 헌법, 행정법, 감정평가관계법규를 강의하는 강사이다. 《SNL 코리아》 크루로 활동하였다.

## 학력
- 서울화계초등학교 졸업 (1987년)
- 도봉중학교 졸업 (1990년)
- 동성고등학교 졸업 (1993년)
- 서울예술전문대학 방송연예학과 전문학사

## 출연작

### 방송
- MBC 《오늘은 좋은날》
- MBC 《쇼 토요특급 리얼 베스트 파이브》
- MBC 《테마게임》
- MBC 《행복충전 유쾌한 일요일》
- MBC 《일상 탈출 야호》
- MBC 《뽀뽀뽀》
- MBC 《웃는 날 좋은 날》
- MBC 《여기는 코미디본부》
- MBC 《개그사냥》
- MBC 《코미디 닷컴》
- MBC 《코미디하우스》
- MBC 《웃으면 복이와요》
- MBC 《로그인 싱싱뉴스》
- [MBC 《추적 최초이야기,왜》
- MBC 《스타 몸짱선발대회》
- MBC 《야구야》
- OBS 《살림의 여왕》
- MBC 《웃는데이》
- MBC 《개그야》- 주연아, 짧은 뉴스
- MBC 《행복주식회사》
- MBC 《느낌표》
- MBC 《찾아라! 맛있는 TV》
- MBC 《전파견문록》
- MBC 《환상의 짝꿍》
- MBC 《브레인 배틀》
- MBC 《MBC 파워매거진》
- MBC 《웃고 또 웃고》
- Olive 《겟 잇 뷰티 시즌 2》
- MBC 《우리들의 일밤 - 나는 가수다》
- 퀴니 《한게임배 바우트 기지최강자전》
- ETN 《바람에실려 그 못다한 이야기》- 내레이션
- JTBC 《원더풀 코리아》
- 채널A 《위대한 밥상》
- tvN/쿠팡플레이 《SNL 코리아》
- KBS1 《가족오락관》
- KBS2 《세대공감 토요일》
- KBS2 《위기탈출 넘버원》
- MBC 《소비자의 눈 블랙박스》
- KBS1 《강연 100℃》
  - 강연주제 : 만 번의 법칙
  - 공감온도 : 97°C
- MBC 《코미디에 빠지다》
- MBC 《코미디의 길》
- SBS 《금요일엔 수다다》
- 채널A 《이제 만나러 갑니다》
- KBS2 《해피투게더 시즌 3》
- tvN 《쿨까당》
- KBS2 《가족의 품격 풀하우스》
- SBS 《자기야 - 백년손님》
- SBS 《도전천곡》
- Story On 《맘토닥톡》
- YTN 《뉴스N이슈》
- YTN 《호준석의 뉴스人》
- KBS2 《비타민》
- MBN 《속풀이쇼 동치미》
- TV조선 《영수증을 보여줘》
- KBS2 《대국민 토크쇼 안녕하세요》
- tvN 《코미디빅리그》
- SBS 《강심장》
- MBN 《전국제패》
- KBS2 《기적의 시간 로스타임》
- KBS2 《언금술사》
- MBC 《무한도전》
- EBS 《세상의 모든 법칙》 - 내레이션
- EBS 《다큐프라임 - 웹툰 다큐 우리집 꼰대》2부. 아빠의 반성문 - 김수용 작가 - 내레이션
- EBS 《리틀보스》
- 올'리브 《옥수동 수제자》 - 특별출연
- KBS2 《불후의 명곡 - 전설을 노래하다》
- MBC 《미스터리 음악쇼 복면가왕》 - 인생 한 방 볼링맨
- KBS2 《영화가 좋다》(1+1)
- KBS2 《1 대 100》
- Mnet 《골든 탬버린》
- 채널A 《도플갱어쇼 별을 닮은 그대》
- MBC 《듀엣가요제》
- JTBC 《김제동의 톡투유 - 걱정 말아요! 그대》
- SBS 《싱글와이프》
- EBS1 《사건 브리핑 안전상황실》
- SBS 러브FM 《세상의 모든 소리》
- KBS2 《TV 유치원》 - 빠빠랑 책이랑
- JTBC 《다큐 플러스》 39회 : 일류로 가는 길, 기업인의 꿈 - 내레이션
- MBC 《황금어장 라디오스타》
- SBS 《꼬리에 꼬리를 무는 그날 이야기》
- MBC 《구해줘! 홈즈》
- MBC 《심야괴담회》 - 17회, 66회 게스트

### 드라마 & 시트콤
- 《남자 셋 여자 셋》 (MBC, 1999년)
- 《점프》 (MBC, 1999년)
- 《논스톱》 (MBC, 2000년)
- 《세 친구》 (MBC, 2000년)
- 《거침없이 하이킥》 (MBC, 2007년) - 민정의 옛남친 역
- 《몽땅 내사랑》 (MBC, 2010년) - 두준의 유도부 선배 역
- 《스탠바이》 (MBC, 2012년)
- 《응답하라 1994》 (tvN, 2013년) - 해태 선배 역, 김기덕과 서태지 목소리 역 (목소리 출연) (특별출연)
- 《기분 좋은 날》 (SBS, 2014년)
- 《도도하라》 (SBS 플러스, 2014년)
- 《미생물》 (tvN, 2015년) - 최 전무 역
- 《초인시대》 (tvN, 2015년) - 면접관 역
- 《로스:타임:라이프》 (TV조선, 2015년) - 해설가 역
- 《응답하라 1988》 (tvN, 2015년) - 토토즐 MC 이덕화 역 (목소리 출연)
- 《고품격 짝사랑》 (웹드라마, 2015년) - 정상훈 역
- 《웹툰히어로 툰드라쇼 시즌 2》 (MBC Every1, 2016년)
- 《혼술남녀》 (tvN, 2016년) - 민진웅의 대학 선배 역
- 《보그맘》 (MBC, 2017년) - 국정원 직원 역
- 《저글러스》 (KBS2, 2017년) - 공유 부장 역
- 《반짝반짝 들리는》 (KBS2, 2018년) - 체육쌤 역
- 《배드파파》 (MBC, 2018년)
- 《국민 여러분!》 (KBS2, 2019년) - 마상범 역
- 《김슬기 천재》 (JTBC, 2019년) - 도성구 역
- 《날 녹여주오》 (tvN, 2019년) - 앵커 역 (특별출연)
- 《행복의 진수》 (JTBC, 2020년) - 남대건 역
- 《꼰대인턴》 (MBC, 2020년) - 정사부 역 (특별출연)
- 《안녕? 나야!》 (KBS2, 2021년) - 정준수 역 (1회, 특별출연)
- 《크레이지 러브》 (KBS2, 2022년) - 김차배 역
- 《월수금화목토》 (tvN, 2022년) - 최찬희 역

### 영화
- 《국제시장》 (2014년) - 이승만 전 대통령 역(목소리 출연)
- 《굿바이 싱글》 (2016년) - 방송국 연예인 역

### 뮤직비디오
- 임창정 문을 여시오

### CF
- 《한솔 CS》 (2000년)
- 《글락소 스미스클라인》 (2007년)
- 《풀무원건강생활 매일아침》 (2013년)
- 《KFC》 (2013년)
- 《KDB대우증권》 (2014년)
- 《천호식품》 (2014년)
- 《청정원-휘슬링쿡》 (2016년)
- 《한솔교육-주니어플라톤》 (2017년)

## 라디오
- 《강석, 김혜영의 싱글벙글쇼》(MBC 표준FM)
- 《정성호, 유혜영의 세상의 모든 소리》(SBS 러브FM)

## 수상 경력
- 2006년 MBC 방송연예대상 코미디/시트콤 부문 최우수상
- 2011년 MBC 방송연예대상 코미디/시트콤 부문 인기상
- 2012년 MBC 방송연예대상 라디오 부문 특별상
- 2013년 케이블TV 방송대상 TV스타상
- 2017년 대한민국문화연예대상 예능부문 남자 우수상